# アンファー
アンファー株式会社（ANGFA Co., Ltd.）は、日本のエイジングケア化粧品、健康食品製造販売会社である。育毛シャンプー「スカルプD」が主な製品で、エイジングケア製品を扱い、医師が監修する薬用化粧品、サプリメント、商品説明に際して法的制限を受けない第三類医薬品、健康食品などの製造・販売・卸業務を行う。
企業スローガンは「予防医学」、キャッチコピーは「予防医学のアンファー」である。

## 概要
1987年10月8日に創業する。「ニッポンを若くする」として、頭皮ケアシャンプー「スカルプD」、女性まつ毛美容液の「スカルプDボーテ　ピュアフリーアイラッシュ」、食事によるエイジングケアを目指した「ドクターズナチュラルレシピ」などの商品を開発・販売している。
2015年8月1日から、「予防医学」を目指してキャッチコピーを「予防医学のアンファー」に改め、企業CMにビートたけしを起用した。

## 沿革
- 1987年 - 創業する。
- 1991年 - 化粧品及び医薬部外品等の貿易事業を始める。
- 1999年 - 専門医師チームとオリジナル商品開発に着手する。
- 2003年 - 新宿オフィスを設置し、特定非営利活動法人アンチエイジングネットワークに参画する。
- 2005年 - 「スカルプD」「サプリD」「薬用スカルプD」発売する。
- 2009年 - 聖マリアンナ医科大学の「幹細胞再生治療学講座」開設に資金援助し、毛髪再生医学の共同研究を開始する。
- 2015年 - 「予防医学」を企業スローガンとする。

## 本社・事業所
- 東京オフィス 東京都千代田区丸の内2-7-2
- 大阪オフィス 大阪府大阪市北区曽根崎新地1-13-22

## 製品ブランド
スカルプDなど

## CM出演者

### 現在
- スカルプD メディカルミノキ5 - 草彅剛、香取慎吾
- スカルプD ボーテ まつ毛美容液 （ピュアフリーアイラッシュ）– 渡辺直美
- スカルプD NEXTプロテイン5 - 那須川天心

### 過去
- 企業CM
  - ビートたけし

- スカルプD
  - 安田美沙子
  - HIKAKIN
  - 雨上がり決死隊
  - 中居正広、草彅剛
  - EXILE TETSUYA
  - THE SECOND from EXILE[1]
  - リオネル・メッシ
  - EXILE SHOKICHI[2]
  - ネイマールJr
- スカルプD ネクスト
  - リオネル・メッシ
- スカルプD シャンプー
  - 山中慎介

- スカルプD ボーテ 
  - 渡辺直美
  - 稲垣吾郎
- スカルプD ボーテ まつ毛美容液 （ピュアフリーアイラッシュ）
  - EXILE TETSUYA
  - EXILE THE SECOND[3]

## 過去の一社提供番組
- 芸人報道（日本テレビ）
- ぎゃっぷ人（日本テレビ）
- 欧州蹴球ダイジェスト（フジテレビONE/フジテレビNEXT）
- アンファーPresents なかにし礼「明日への風」（文化放送 ラジオ番組）